# Drew Carey
Drew Allison Carey (Cleveland (Ohio), 23 mei 1958) is een Amerikaans acteur, komiek, fotograaf en presentator.

## Levensloop
Carey diende in het United States Marine Corps, werkte nadien als stand-upcomedian en verwierf bekendheid met zijn Drew Carey Show en als presentator van de Amerikaanse versie van Whose Line Is It Anyway?. Carey heeft daarnaast in verschillende films en televisieseries gespeeld. Hij presenteert het spelprogramma The Price is Right en de improvisatieshow Drew Carey's Improv-A-Ganza. Sinds 2007 is hij samen met Paul Allen, Joe Roth en Adrian Hanauer eigenaar van de voetbalclub Seattle Sounders FC. In 2011 werd Carey opgenomen in de WWE Hall of Fame.
Carey is een overtuigd aanhanger van het libertarisme en steunde openlijk Gary Johnson, de presidents-kandidaat van de Libertarian Party, voor de Amerikaanse verkiezingen van 2016.
- Biblioteca Nacional de España: XX5764001
- Gemeinsame Normdatei: 1133384684
- International Standard Name Identifier: 0000 0000 6401 3979
- Library of Congress Control Number: no97054081
- MusicBrainz: fdededea-6d43-40a6-a47f-3454d4d98416
- Nationale bibliotheek van Australië: 35624683
- Nationale Bibliotheek van Israël: 987007449717605171
- PIC: 385674
- Virtual International Authority File: 46369494
- WorldCat: E39PBJqbqHC3WCBwXbtdH4KmVC